# Gran Premio di Spagna 2007
Il Gran Premio di Spagna 2007 è stata la quinta prova della stagione 2007 del campionato mondiale di Formula 1. Si è corso domenica 13 maggio 2007 sul Circuit de Catalunya, a Montmeló, vicino a Barcellona. La gara è stata vinta da Felipe Massa, per la quarta volta in carriera, che ha preceduto sul traguardo l'inglese Lewis Hamilton e il suo compagno di squadra Fernando Alonso

## Gara
Con i primi quattro vicinissimi in prova, ci si attende un grande battaglia sul circuito dì Montmeló. Le attese non sono deluse al via, quando Massa scatta bene ma Alonso ne prende la scia riuscendo ad affiancarlo all’esterno della prima curva; lo spagnolo è anche leggermente avanti ma il brasiliano è duro come non mai e lo costringe ad andare sull’erba finendo per essere sfilato anche da Hamilton e Raikkonen. Alexander Wurz, sorpreso da un rallentamento improvviso, sale nel posteriore di Ralf Schumacher rompendo una sospensione. Disastro anche per Toyota, con Trulli che, rimasto fermo al via, aveva costretto il gruppo ad un giro di ricognizione supplementare. L’abruzzese, partito poi dai box, si ritira dopo poche tornate, imitato da Webber e Speed. Dietro ai primi quattro, sono Kubica, Heidfeld, Coulthard e Kovalainen.
Alonso prova subito a risalire, attaccando Räikkönen nel corso del secondo giro; guadagnerà la posizione sette giri dopo, quando il finlandese sarà costretto al ritiro per un problema elettrico. Nel frattempo Felipe Massa ha già imposto la sua legge e, dopo dieci giri, ha 6"7 su Hamilton e 10"7 su Alonso. Il brasiliano è l’unico capace di girare con costanza sotto il muro del 1’23”, ed estende la sua leadership tanto da fermarsi al giro 19, tre prima di Hamilton, e rimanere comodamente davanti all’inglese. Al giro 24, Heidfeld rientra per il primo stop dopo aver guidato la corsa per un paio di tornate, riparte senza l’anteriore destra fissata e deve percorrere un giro a bassa andatura, scivolando nelle retrovie.
In pratica non succede più nulla e le posizioni restano cristallizzate fino al termine. Massa vince sotto gli occhi del suo mentore Michael Schumacher, legittimando le sue ambizioni di raccoglierne l’eredità. Lewis Hamilton continua a battere record di precocità e a non scendere dal podio, diventando leader in campionato, con buon pace del campione in carica Fernando Alonso, che oggi ha mostrato un ritmo inferiore al compagno, a prescindere dall’episodio alla prima curva. Kubica si risolleva con una gara in solitaria, anche grazie al problema di Heidfeld. Coulthard conferma i progressi della Red Bull resistendo nel finale al ritorno di Rosberg e Kovalainen. Conquista il primo punto della sua storia anche la scuderia Super Aguri grazie all'ottavo posto di Takuma Satō. Hamilton diventò il primo pilota dopo Alain prost nel 1989 a diventare leader del campionato del mondo in tasta alla classifica dopo aver ottenuto solo dei podi o punti di fila nelle prime gare della stagione.
| Pos. | Pilota               | Telaio           | Tempo                       |
| ---- | -------------------- | ---------------- | --------------------------- |
| 1    | Felipe Massa         | Ferrari F2007    | 1h31:36,230                 |
| 2    | Lewis Hamilton       | McLaren MP4-22   | + 6.790                     |
| 3    | Fernando Alonso      | McLaren MP4-22   | + 17.456                    |
| 4    | Robert Kubica        | BMW Sauber F1.07 | + 31.615                    |
| 5    | David Coulthard      | Red Bull RB3     | + 58.331                    |
| 6    | Nico Rosberg         | Williams FW29    | + 59.538                    |
| 7    | Heikki Kovalainen    | Renault R27      | + 1:02.128                  |
| 8    | Takuma Satō          | Super Aguri SA07 | + 1 giro                    |
| 9    | Giancarlo Fisichella | Renault R27      | + 1 giro                    |
| 10   | Rubens Barrichello   | Honda RA107      | + 1 giro                    |
| 11   | Anthony Davidson     | Super Aguri SA07 | + 1 giro                    |
| 12   | Jenson Button        | Honda RA107      | + 1 giro                    |
| 13   | Adrian Sutil         | Spyker F8-VII    | + 2 giri                    |
| 14   | Christijan Albers    | Spyker F8-VII    | + 2 giri                    |
| Giro | Ritirati             | -                | -                           |
| 46   | Nick Heidfeld        | BMW Sauber F1.07 | Cambio                      |
| 44   | Ralf Schumacher      | Toyota TF107     | Meccanica                   |
| 19   | Vitantonio Liuzzi    | Toro Rosso STR2  | Idraulica                   |
| 9    | Scott Speed          | Toro Rosso STR2  | Gomma                       |
| 9    | Kimi Räikkönen       | Ferrari F2007    | Elettronica                 |
| 8    | Jarno Trulli         | Toyota TF106     | Pompa carburante            |
| 7    | Mark Webber          | Red Bull RB3     | Idraulica                   |
| 1    | Alexander Wurz       | Williams FW29    | Collisione con R.Schumacher |

## Qualifiche
In giallo il tempo valido per la qualifica. In blu i piloti partiti dai box. In rosso i piloti penalizzati per cambio del motore.
| *  | *                                     | *  | *                                     | Qualifiche III.                       | Qualifiche II.                        | Qualifiche I.                         |
| -- | ------------------------------------- | -- | ------------------------------------- | ------------------------------------- | ------------------------------------- | ------------------------------------- |
| 1  | Felipe Massa Ferrari 1:21.421         |    |                                       | Felipe Massa Ferrari 1:21.421         | Felipe Massa Ferrari 1:20.597         | Lewis Hamilton McLaren 1:21.120       |
|    |                                       | 2  | Fernando Alonso McLaren 1:21.451      | Fernando Alonso McLaren 1:21.451      | Lewis Hamilton McLaren 1:20.713       | Felipe Massa Ferrari 1:21.375         |
| 3  | Kimi Räikkönen Ferrari 1:21.723       |    |                                       | Kimi Räikkönen Ferrari 1:21.723       | Kimi Räikkönen Ferrari 1:20.741       | Fernando Alonso McLaren 1:21.609      |
|    |                                       | 4  | Lewis Hamilton McLaren 1:21.785       | Lewis Hamilton McLaren 1:21.785       | Fernando Alonso McLaren 1:20.797      | Nick Heidfeld BMW 1:21.625            |
| 5  | Robert Kubica BMW 1:22.253            |    |                                       | Robert Kubica BMW 1:22.253            | Nick Heidfeld BMW 1:21.113            | Heikki Kovalainen Renault 1:21.790    |
|    |                                       | 6  | Jarno Trulli Toyota 1:22.324          | Jarno Trulli Toyota 1:22.324          | Robert Kubica BMW 1:21.381            | Kimi Räikkönen Ferrari 1:21.802       |
| 7  | Nick Heidfeld BMW 1:22.389            |    |                                       | Nick Heidfeld BMW 1:22.389            | David Coulthard Red Bull 1:21.488     | Robert Kubica BMW 1:21.941            |
|    |                                       | 8  | Heikki Kovalainen Renault 1:22.568    | Heikki Kovalainen Renault 1:22.568    | Jarno Trulli Toyota 1:21.554          | Nico Rosberg Williams 1:21.943        |
| 9  | David Coulthard Red Bull 1:22.749     |    |                                       | David Coulthard Red Bull 1:22.749     | Heikki Kovalainen Renault 1:21.623    | Giancarlo Fisichella Renault 1:22.064 |
|    |                                       | 10 | Giancarlo Fisichella Renault 1:22.881 | Giancarlo Fisichella Renault 1:22.881 | Giancarlo Fisichella Renault 1:21.677 | Takuma Satō Super Aguri 1:22.090      |
| 11 | Nico Rosberg Williams 1:21.968        |    |                                       |                                       | Nico Rosberg Williams 1:21.968        | Anthony Davidson Super Aguri 1:22.295 |
|    |                                       | 12 | Rubens Barrichello Honda 1:22.097     |                                       | Rubens Barrichello Honda 1:22.097     | David Coulthard Red Bull 1:22.491     |
| 13 | Takuma Satō Super Aguri 1:22.115      |    |                                       |                                       | Takuma Satō Super Aguri 1:22.115      | Jarno Trulli Toyota 1:22.501          |
|    |                                       | 14 | Jenson Button Honda 1:22.120          |                                       | Jenson Button Honda 1:22.120          | Rubens Barrichello Honda 1:22.502     |
| 15 | Anthony Davidson Super Aguri 1:22.295 |    |                                       |                                       | Anthony Davidson Super Aguri ****     | Jenson Button Honda 1:22.503          |
|    |                                       | 16 | Vitantonio Liuzzi Toro Rosso 1:22.508 |                                       | Vitantonio Liuzzi Toro Rosso ****     | Vitantonio Liuzzi Toro Rosso 1:22.508 |
| 17 | Ralf Schumacher Toyota 1:22.666       |    |                                       |                                       |                                       | Ralf Schumacher Toyota 1:22.666       |
|    |                                       | 18 | Alexander Wurz Williams 1:22.769      |                                       |                                       | Alexander Wurz Williams 1:22.769      |
| 19 | Mark Webber Red Bull 1:23.398         |    |                                       |                                       |                                       | Mark Webber Red Bull 1:23.398         |
|    |                                       | 20 | Adrian Sutil Spyker 1:23.811          |                                       |                                       | Adrian Sutil Spyker 1:23.811          |
| 21 | Christijan Albers Spyker 1:23.990     |    |                                       |                                       |                                       | Christijan Albers Spyker 1:23.990     |
|    |                                       | 22 | Scott Speed Toro Rosso ****           |                                       |                                       | Scott Speed Toro Rosso ****           |

## Cronologia dei piloti in testa alla gara
- 1º-19º giro Felipe Massa
- 20º- 22º giro Lewis Hamilton
- 21º- 24º giro Nick Heidfeld
- 25º-42º giro Felipe Massa
- 43º- 47º giro Lewis Hamilton
- 48º-65º giro Felipe Massa

## Sabato – prove libere
| 1  | Lewis Hamilton McLaren 1:21.233       | 2  | Fernando Alonso McLaren 1:21.312      |
| 3  | Robert Kubica BMW Sauber 1:21.364     | 4  | Nick Heidfeld BMW Sauber 1:21.464     |
| 5  | David Coulthard Red Bull 1:21.556     | 6  | Felipe Massa Ferrari 1:21.659         |
| 7  | Kimi Räikkönen Ferrari 1:21.829       | 8  | Anthony Davidson Super Aguri 1:21.845 |
| 9  | Nico Rosberg Williams 1:21.953        | 10 | Heikki Kovalainen Renault 1:22.067    |
| 11 | Giancarlo Fisichella Renault 1:22.140 | 12 | Jarno Trulli Toyota 1:22.174          |
| 13 | Rubens Barrichello Honda 1:22.274     | 14 | Takuma Satō Super Aguri 1:22.295      |
| 15 | Scott Speed Toro Rosso 1:22.314       | 16 | Ralf Schumacher Toyota 1:22.570       |
| 17 | Jenson Button Honda 1:22.744          | 18 | Mark Webber Red Bull 1:22.759         |
| 19 | Alexander Wurz Williams 1:23.020      | 20 | Vitantonio Liuzzi Toro Rosso 1:23.367 |
| 21 | Adrian Sutil Spyker 1:23.584          | 22 | Christijan Albers Spyker 1:23.817     |

## Venerdi - prove libere
| *  | Prove libere 1                        | *  | Prove libere 2                        |
| -- | ------------------------------------- | -- | ------------------------------------- |
| 1  | Lewis Hamilton McLaren 1:21.880       | 1  | Fernando Alonso McLaren 1:21.397      |
| 2  | Fernando Alonso McLaren 1:22.268      | 2  | Giancarlo Fisichella Renault 1:21.684 |
| 3  | Kimi Räikkönen Ferrari 1:22.291       | 3  | Heikki Kovalainen Renault 1:21.966    |
| 4  | Robert Kubica BMW 1:22.446            | 4  | Felipe Massa Ferrari 1:22.048         |
| 5  | Felipe Massa Ferrari 1:22.565         | 5  | Lewis Hamilton McLaren 1:22.188       |
| 6  | Anthony Davidson Super Aguri 1:22.665 | 6  | Kimi Räikkönen Ferrari 1:22.251       |
| 7  | Jarno Trulli Toyota 1:22.740          | 7  | Nico Rosberg Williams 1:22.415        |
| 8  | Ralf Schumacher Toyota 1:22.843       | 8  | Nick Heidfeld BMW 1:22.543            |
| 9  | Nico Rosberg Williams 1:23.048        | 9  | Mark Webber Red Bull 1:22.589         |
| 10 | Jenson Button Honda 1:23.114          | 10 | Scott Speed Toro Rosso 1:22.617       |
| 11 | Alexander Wurz Williams 1:23.131      | 11 | Robert Kubica BMW 1:22.710            |
| 12 | Nick Heidfeld BMW 1:23.170            | 12 | David Coulthard Red Bull 1:22.719     |
| 13 | Takuma Satō Super Aguri 1:23.316      | 13 | Jenson Button Honda 1:22.808          |
| 14 | Heikki Kovalainen Renault 1:23.322    | 14 | Rubens Barrichello Honda 1:22.926     |
| 15 | Giancarlo Fisichella Renault 1:23.397 | 15 | Alexander Wurz Williams 1:22.950      |
| 16 | David Coulthard Red Bull 1:23.428     | 16 | Vitantonio Liuzzi Toro Rosso 1:23.143 |
| 17 | Mark Webber Red Bull 1:23.444         | 17 | Ralf Schumacher Toyota 1:23.219       |
| 18 | Rubens Barrichello Honda 1:23.479     | 18 | Jarno Trulli Toyota 1:23.307          |
| 19 | Adrian Sutil Spyker 1:23.954          | 19 | Takuma Satō Super Aguri 1:23.493      |
| 20 | Vitantonio Liuzzi Toro Rosso 1:24.104 | 20 | Anthony Davidson Super Aguri 1:23.497 |
| 21 | Scott Speed Toro Rosso 1:24.179       | 21 | Adrian Sutil Spyker 1:23.609          |
| 22 | Christijan Albers Spyker 1:24.396     | 22 | Christijan Albers Spyker 1:23.736     |

## Statistiche
- La pole position ottenuta da Felipe Massa è la sua seconda in carriera, nonché la 115° per un pilota brasiliano
- Si tratta del secondo hat trick (vittoria, pole position e giro più veloce in gara) per Massa, che conquista anche il suo 4º giro veloce in carriera, il 74° per un pilota brasiliano e l'86° per un pilota alla guida della vettura numero 5
- La Ferrari ottiene la sua 190ª pole position e il suo 196º giro veloce nel mondiale
- Fernando Alonso sale per la 40ª volta in carriera sul podio.
- Super Aguri conquista il primo punto iridato
- Hamilton diventò il primo pilota dopo Alain prost nel 1989 a diventare leader del campionato del mondo riuscendo a rimanere sempre sul podio o ottendo punti di fila senza vincere una gara nelle prime gare della stagione.

## Classifiche mondiali

### Piloti
| Pos | Pilota               | Punti |
| --- | -------------------- | ----- |
| 1   | Lewis Hamilton       | 30    |
| 2   | Fernando Alonso      | 28    |
| 3   | Felipe Massa         | 27    |
| 4   | Kimi Räikkönen       | 22    |
| 5   | Nick Heidfeld        | 15    |
| 6   | Giancarlo Fisichella | 8     |
| 7   | Robert Kubica        | 8     |
| 8   | Nico Rosberg         | 5     |
| 9   | Jarno Trulli         | 4     |
| 10  | David Coulthard      | 4     |
| 11  | Heikki Kovalainen    | 3     |
| 12  | Ralf Schumacher      | 1     |
| 13  | Takuma Satō          | 1     |

### Costruttori
| Pos | Team               | Punti |
| --- | ------------------ | ----- |
| 1   | McLaren-Mercedes   | 58    |
| 2   | Ferrari            | 49    |
| 3   | BMW Sauber         | 23    |
| 4   | Renault            | 11    |
| 5   | Toyota             | 5     |
| 6   | Williams F1-Toyota | 5     |
| 7   | RBR-Renault        | 4     |
| 8   | Super Aguri-Honda  | 1     |